# أبيل أفيلا
أبيل أفيلا (بالإسبانية: Abel Ávila)‏ هو منافس ألعاب قوى إسباني، ولد في 15 مارس 1977 في مانريسا في إسبانيا.

## روابط خارجية
- أبيل أفيلا على موقع Paralympic.org (الإنجليزية)
- أبيل أفيلا على موقع اللجنة البارالمبية الإسبانية (الإسبانية)